# Никольский монастырь (Могилёв)
Свя́то-Нико́льский монасты́рь — православный женский монастырь Белорусского экзархата Русской православной церкви в городе Могилёве. На территории монастыря находятся Свято-Никольский собор и храм преподобного Онуфрия Великого.
Свято-Никольский собор имеет три придела: Главный придел, левый придел, освященный в честь Святых Царственных Мучеников, и правый придел, освященный в честь Благовещения Божией Матери и Святого Крестителя Иоанна.

## История
Сооружение монастыря началось в XVII веке, когда киевский митрополит Пётр (Могила), получил согласие великого князя литовского и короля польского Владислава IV на сооружение в Могилёве церкви Святого Николая. Во время правления могилевской епархией епископом Сильвестром (Коссовым) в 1637 была построена временная деревянная Никольская церковь. Строительство неотапливаемого кирпичного храма началось в 1669 году, а в 1672 он был освящен епископом Феодосием I (Василевичем).
В начале XVIII века монастырь был подвергнут нападению шведов, а позже русских войск, татарских и калмыцких полков. Свято-Никольский монастырь был подожжен и значительно пострадал в ходе пожара. В 1719 последние инокини монастыря переселились в Барколабовский монастырь. В это же время начал действовать мужской монастырь, который просуществовал до 1754 года. С 1754 года до 30-х годов XX века монастырь действовал как приход.
В 1793 году при архиепископе Георгии (Конисском) было начато строительство зимнего отапливаемого храма рядом с Никольским собором, который в 1798 был освящен архиепископом Анастасием (Романенко-Братановским), сейчас это Онуфриевский храм.
С августа 1915 по ноябрь 1917 в Могилёве находилась Ставка Верховного Главнокомандующего и император Николай II со своей большой семьёй во время нахождения в ставке посещал Свято-Никольский собор.
Не избежал гонений на церковь в годы советской власти Могилёв. Церковная утварь храмов монастыря была изъята и использовалась не по назначению, иконостас разрушен. А в 1934 году со смертью священника Михаила Плещинского Свято-Никольский собор был закрыт. В 1937 году прекратила существование и Могилёвская епархия (возрождена в 1989 году).
С 1937 года в Свято-Никольском соборе находилась пересыльная тюрьма. В 1941 году тюрьма была закрыта. С 1946 в соборе располагалась книжная база. В 1991 году во время работ по возрождению монастыря были обнаружены многочисленные человеческие останки. Вероятнее всего это жертвы сталинских репрессий, так как в конце 30-х годов на территории храма находилась тюрьма.

## Возрождение монастыря; современная жизнь
В 1989 году произошло возрождение могилёвской епархии. Правящим архиереем воссозданной епархии был назначен архиепископ Могилёвский и Мстиславский Максим (Кроха). Первой настоятельницей монастыря после его восстановления стала игумения Евгения (Волощук). Во многом благодаря Владыке Максиму возродился и обустроился могилевский Свято-Никольский женский монастырь. 28 марта 1991 года был освящен зимний Онуфриевский храм Свято-Никольского монастыря. 18 июня 1991 года монастырь посетил Святейший Патриарх Алексий II. Святейший Патриарх принес в дар монастырю литийное паникадило.
5 августа 1993 года в Свято-Онуфриевском храме прошло заседание Священного Синода Белорусской Православной Церкви, на котором причислили к лику местночтимых святых святителя Георгия (Конисского).
В 1995 году к Свято-Никольскому храму подвели отопление. В 1996 году при монастыре было учреждено сестричество во имя святых мучениц Веры, Надежды, Любови и матери их Софии. В том же 1996 году был построен двухэтажный корпус для сестер.
В монастыре находятся списки Могилево-Братской иконы Божьей Матери, Белыничской иконы Божьей Матери, а также иконы «Благодатное Небо». Летом 2000 года, то есть во время канонизации Николая II Русской Православной Церковью в Могилёве был обнаружен портрет императора, который ныне освящен как икона и расположен в левом приделе Свято-Никольского собора, названном в честь Святых Царственных мучеников. К иконе приделана 5-рублевая монета, которую царь-император Николай II подарил мальчику Семену Халипову во время посещения храма.
6 августа ежегодно совершается крестный ход от монастыря к дому, где жил и трудился святитель Георгий (Конисский). Предстоятель Белорусской Православной церкви Митрополит Филарет неоднократно посещал монастырь со своим пастырским визитом. Ныне в монастыре действует Воскресная школа и молодёжный православный хор.
Архиепископ Максим, благодаря усердным трудам которого, был возвращен к жизни Свято-Никольский женский монастырь, покоится ныне на территории монастыря у Никольского собора, там же похоронена и игумения монастыря — игумения Евгения (Волощук).

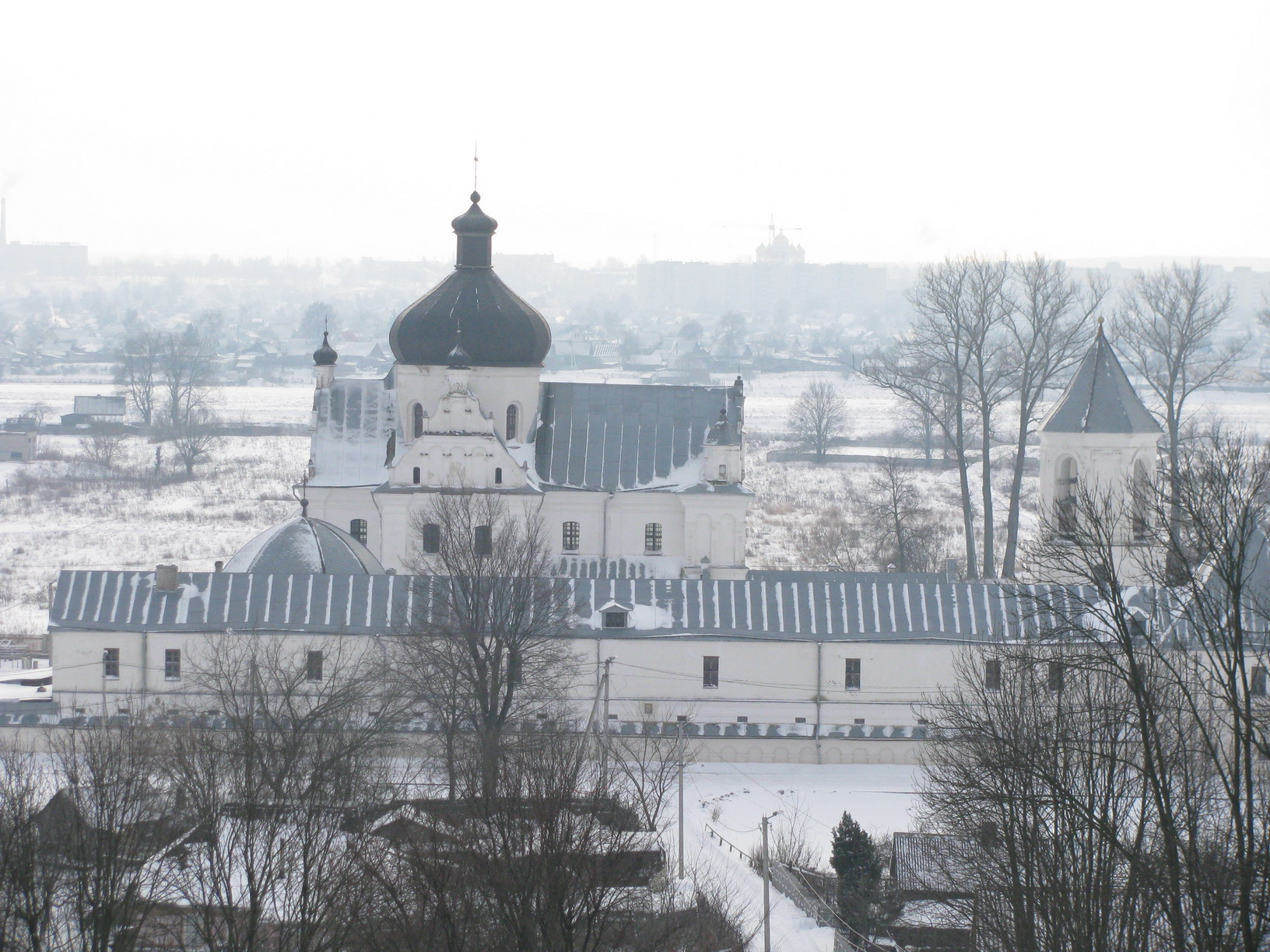
Свято-Никольский монастырь зимой.
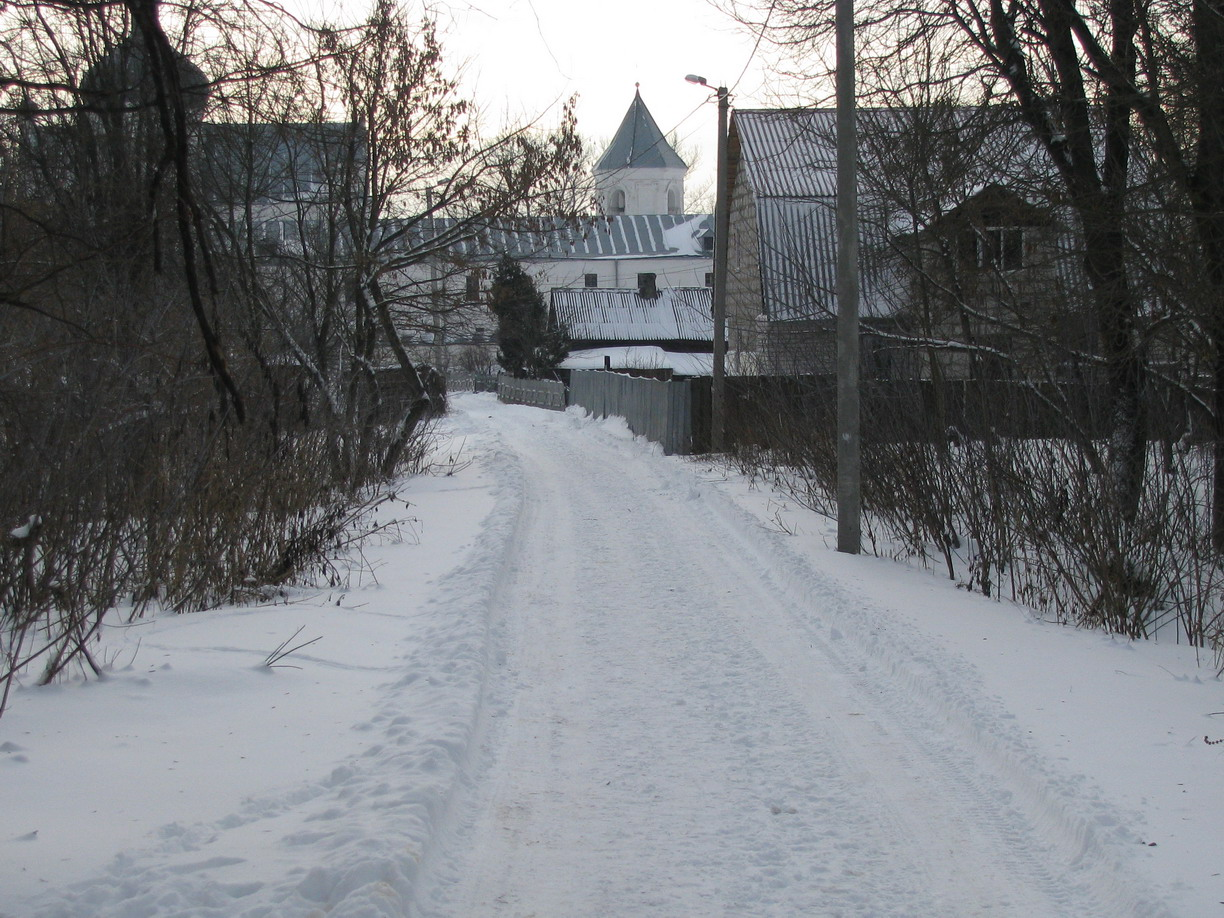
Дорога к храму.
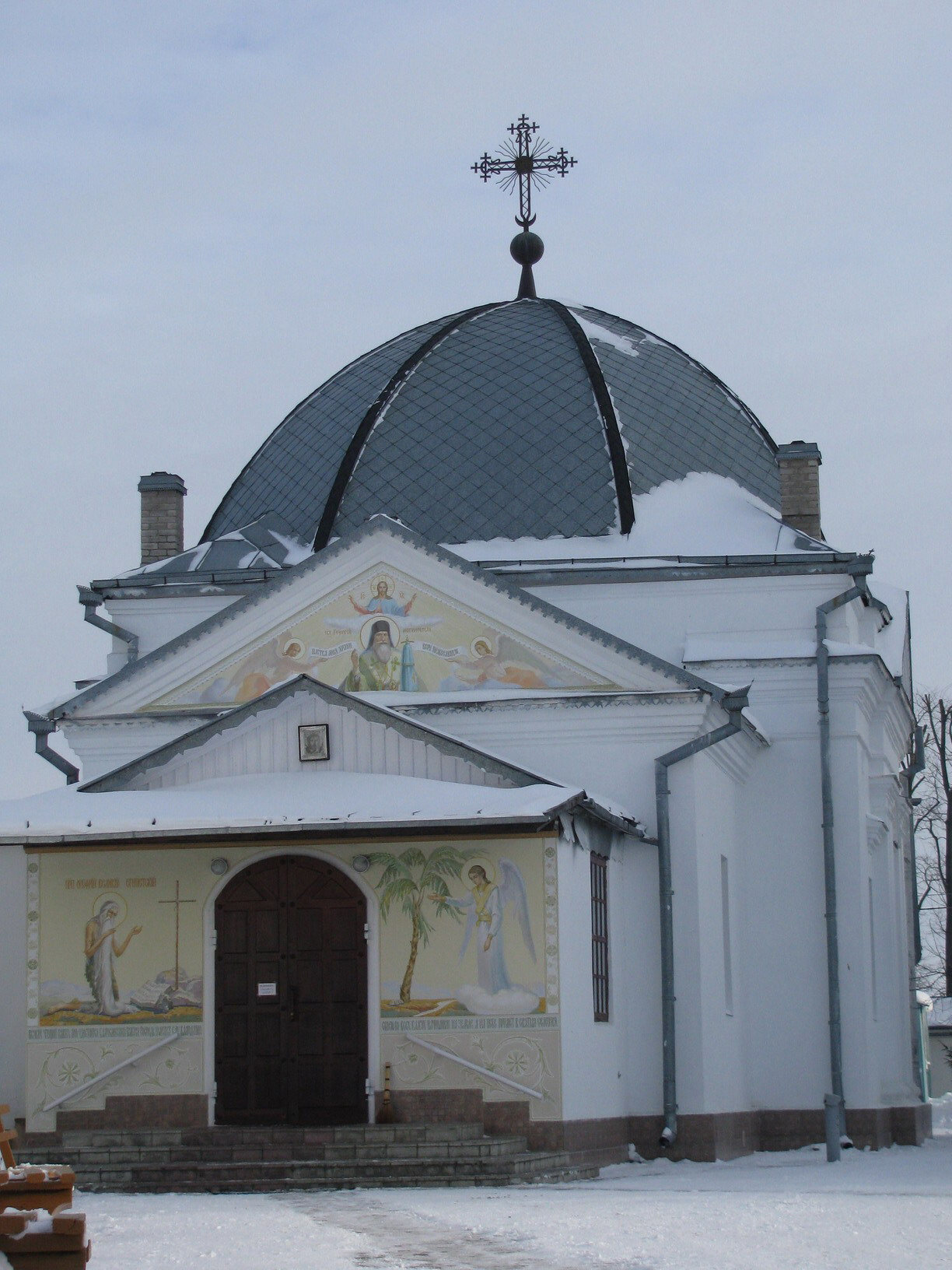
Храм Онуфрия Великого.
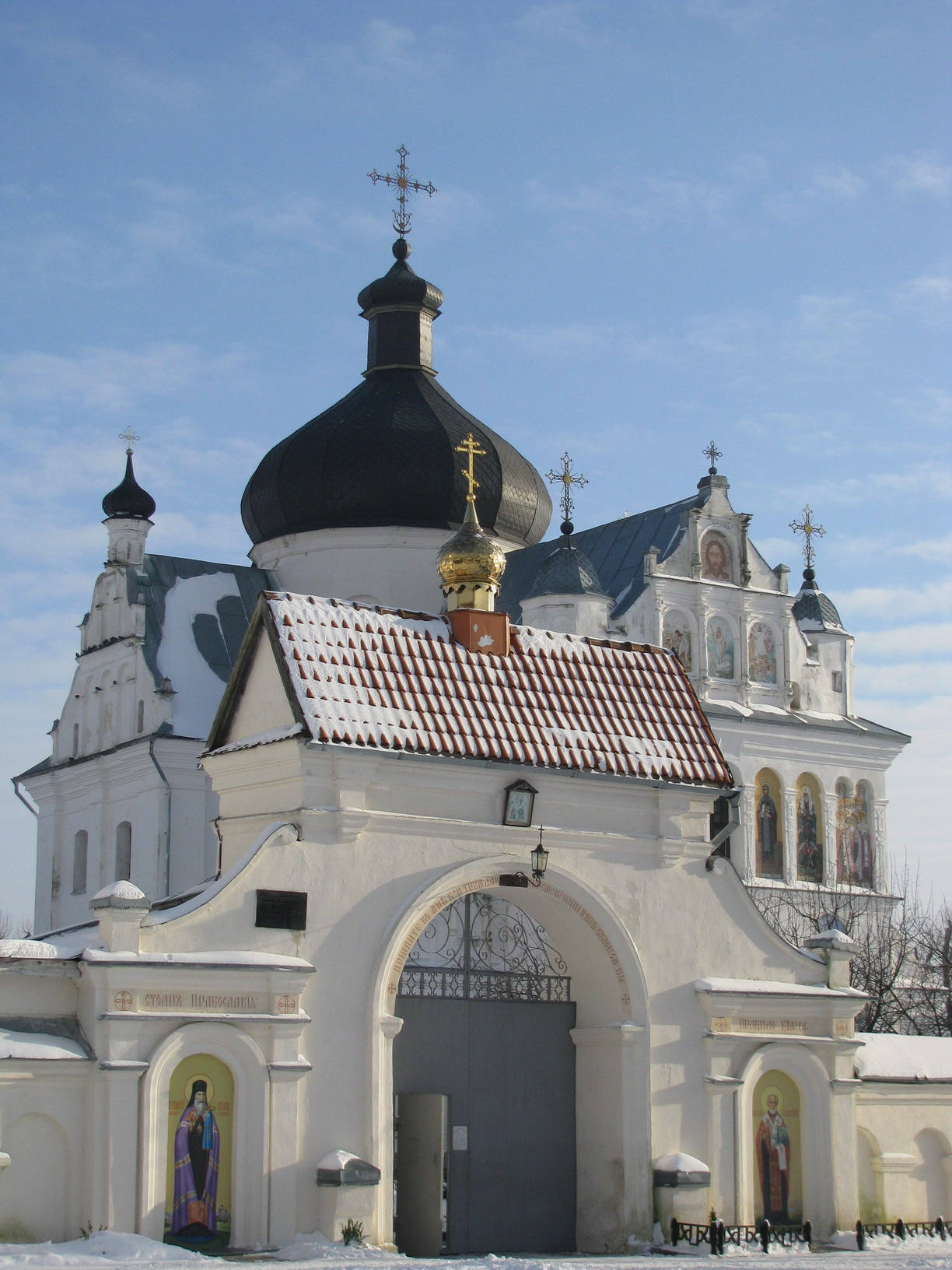
Свято-Никольский монастырь. Общий вид.